# برايان جونستون (لاعب دوري الرغبي)
برايان جونستون (بالإنجليزية: Brian Johnston)‏ هو لاعب دوري الرغبي أسترالي، ولد في 13 نوفمبر 1958 في Dunedoo ‏ في أستراليا.